# Il sesso del diavolo - Trittico
Il sesso del diavolo - Trittico è un film del 1971 diretto da Oscar Brazzi.

## Trama
Il chirurgo Andrea va in vacanza a Istanbul con la moglie Barbara e la sua assistente Sylvia.
Il proprietario della villa dove alloggiano morì misteriosamente e difatti in casa avvengono cose strane.